# 아가사 (영화)
아가사(Agatha)는 영국에서 제작된 마이클 앱티드 감독의 1979년 드라마, 미스터리 영화이다. 더스틴 호프만 등이 주연으로 출연하였고 가브릭 로지 등이 제작에 참여하였다.

## 출연

### 주연
- 더스틴 호프만
- 바네사 레드그레이브

### 조연
- 티모시 달튼
- 헬렌 모스
- 셀리아 그레고리
- 폴 브룩
- 캐롤린 피클즈
- 티모시 웨스트
- 토니 브리튼
- 앨런 바델
- 로버트 롱든
- 도널드 니스데일
- 이본느 길란
- 샌드라 보
- 베리 하트
- 데이빗 하그리브즈
- 팀 시리
- 크리스토퍼 페어뱅크
- 리즈 스미스
- 피터 아네
- 존 조이스
- 아이린 서클리프
- 허버트 리스
- 파멜라 오스틴
- 하워드 블레이크
- 해리 필더

## 제작진
- 미술: 셜리 러셀
- 의상: 셜리 러셀
- 배역: 메리 셀웨이